# Eugenia tisserantii
Eugenia tisserantii är en myrtenväxtart som beskrevs av André Aubréville och François Pellegrin. Eugenia tisserantii ingår i släktet Eugenia och familjen myrtenväxter. Inga underarter finns listade i Catalogue of Life.